# Tricimba auriculata
Tricimba auriculata är en tvåvingeart som beskrevs av Ismay 1993. Tricimba auriculata ingår i släktet Tricimba och familjen fritflugor. Inga underarter finns listade i Catalogue of Life.